# Attaque 77

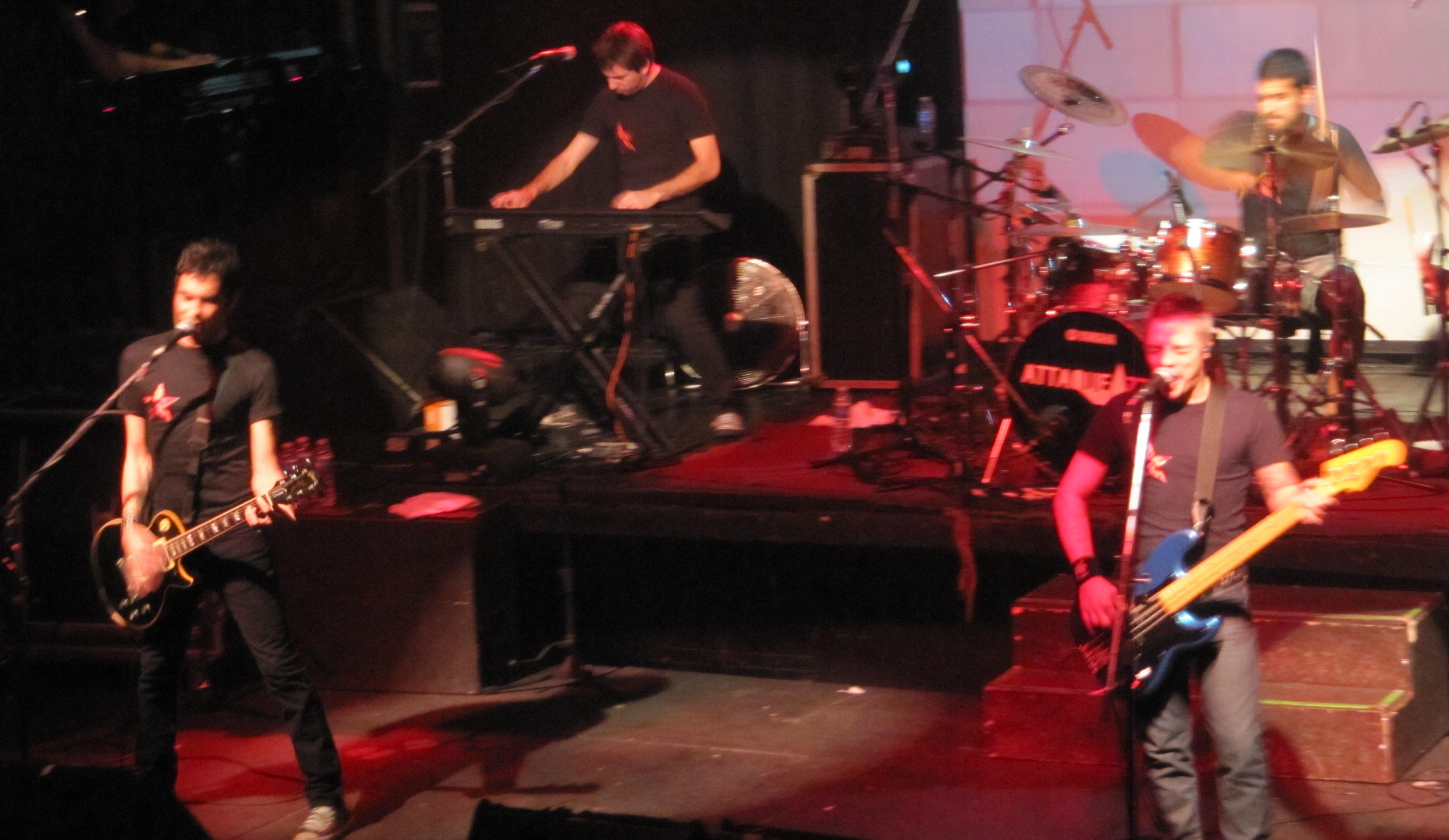
Attaque 77 in Buenos Aires.

Attaque 77 is een Argentijnse rockband uit Buenos Aires met invloeden uit punk, reggae en ska. Attaque 77 werd in 1987 opgericht en is een der succesvolste Argentijnse rockbands uit de jaren 90.
Met hun agressieve muziek, gecombineerd met politieke en maatschappijkritische teksten, kwam Attaque 77 tijdens de Argentijnse economische crisis in het middelpunt van de nationale en internationale media.
In die periode gaven ze meerdere solidariteitsconcerten en gaven spontaan optredens bij demonstraties, wat hun populariteit bij de Argentijnse jeugd nog deed toenemen.
Hun bekendste nummers zijn "El cielo puede esperar" en "Hacelo por mí".

## Groepsleden
- Mariano Martinez (zang en gitaar)

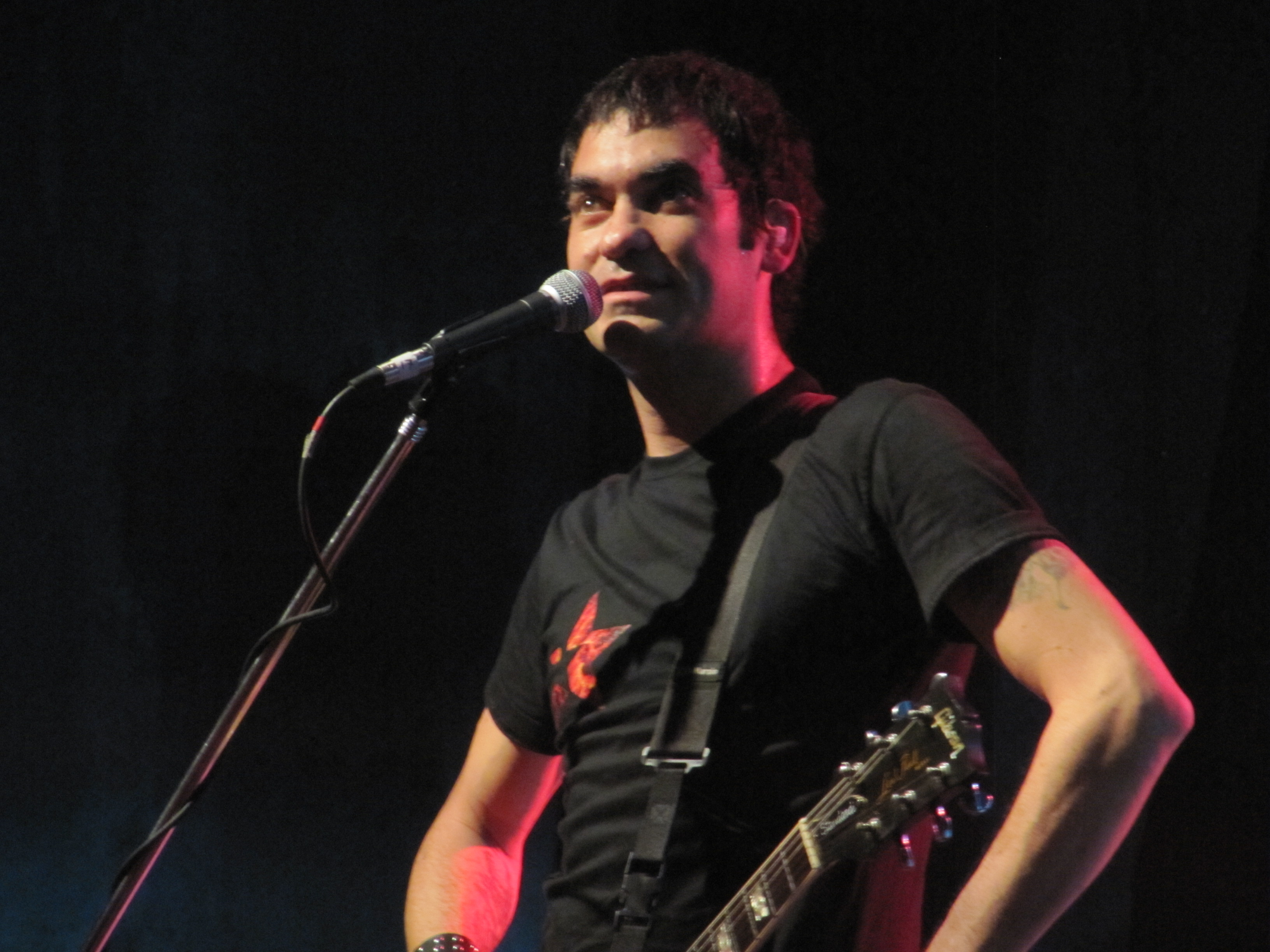
Mariano Martínez.

- Luciano Scaglione (zang en basgitaar)
- Leo de Cecco (drums)

## Discografie
- 1988 – Dulce Navidad (LP)
- 1990 – El Cielo Puede Esperar ("De Hemel kan wachten", LP)
- 1991 – Rambioso! La Pesadilla Recien Comienza
- 1992 – Angeles Caidos ("Gevallen Engel")
- 1993 – Todo Esta Al Reves ("Alles is andersom")
- 1994 – 89/'92
- 1995 – Amen!
- 1997 – Un Dia Perfecto ("Een perfecte dag")
- 1998 – Otras Canciones ("Andere liederen")
- 2000 – Radio Insomnio
- 2001 – Trapos
- 2002 – Caña!
- 2004 – Amateur
- 2004 – Antihumano
- 2006 – Pirotecnia Autorizada ("Toegelaten vuurwerk", EP)
- 2007 – Karmagedon
- 2009 – Estallar